# Handvaardigheid

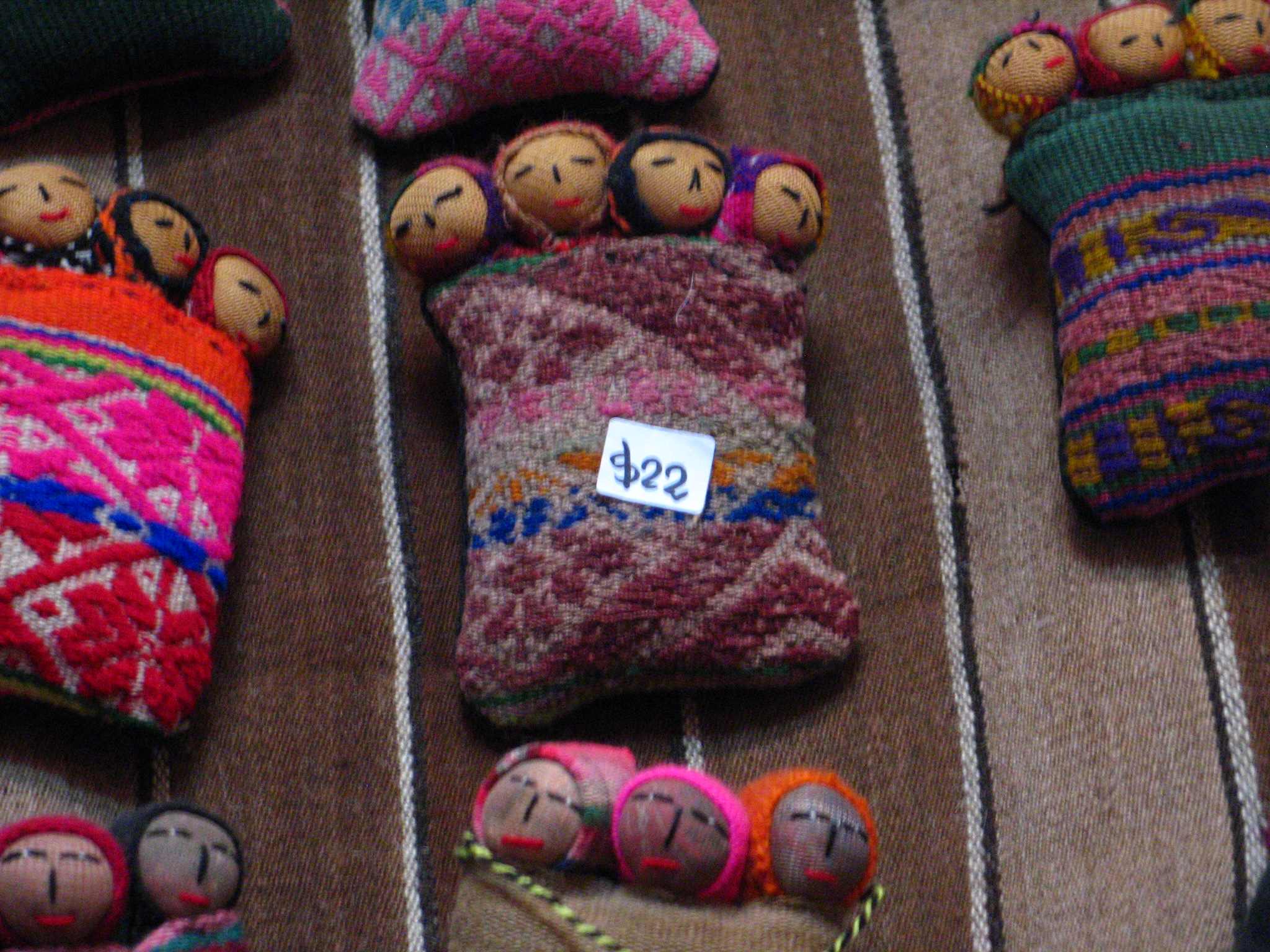
Handvaardigheid.

Handvaardigheid is een schoolvak, dat gegeven wordt op de basisschool en op de middelbare school. Andere woorden hiervoor zijn handwerk en handenarbeid. Het schoolvak is inmiddels op veel scholen geïntegreerd in het vak Beeldende Vorming (Bevo).
De leerling leert gereedschappen te gebruiken door middel van het vervaardigen van uiteenlopende voorwerpen. De leerling ontwikkelt hiermee zijn creativiteit en bouwt een zekere mate van zelfredzaamheid op, bijvoorbeeld voor het doen van reparaties, waar veel creativiteit voor nodig zou kunnen zijn.
Op de middelbare school kan ook examen worden gedaan in handvaardigheid.
Een leraar handvaardigheid leert scholieren hoe ze met hun handen bepaalde objecten kunnen maken. Hierbij komen disciplines aan bod, zoals lassen, verven, zagen, maar ook bij textiele werkvormen breien, naaien en haken. Leerlingen vinden handvaardigheid vaak leuk en ontspannend. De leraar handvaardigheid moet er streng op toezien dat er veilig met apparaten en machines wordt gewerkt.